# Stawy (województwo świętokrzyskie)
Stawy – wieś sołecka w Polsce położona w województwie świętokrzyskim, w powiecie jędrzejowskim, w gminie Imielno.
W XIV w. wieś należała do rodu Mokrskich herbu Róża i to wtedy wzięła swoją nazwę od licznych stawów hodowlanych, które pojawiły się tu już w XVI wieku. 
W latach 1975–1998 miejscowość położona była w województwie kieleckim.

## Części wsi
| SIMC    | Nazwa     | Rodzaj  |
| ------- | --------- | ------- |
| 1016380 | Pastwisko | kolonia |
| 0239860 | Zamłynie  | kolonia |

## Historia
W wieku XV wieś Staw (bo tak brzmiała wówczas nazwa wsi) stanowiła własność Mokrskich herbu Różyc (byli jej właścicielami także w XIV wieku). Według Długosza wieś miała łany kmiece, z których dziesięcinę snopową i konopną płacono mansjonarzom w Imielnie. W wieku XVI pobór płacił tu także Mokrski, ród wygasa wraz ze śmiercią Mikołaja Mokrskiego w roku 1591. W wieku XVIII wieś przechodzi do rodziny Łubieńskich herbu Pomian. Właścicielem  jest kasztelan sandomierski  Bogusław hrabia Łubieński.  Zespala on swoje dobra w jedną posiadłość, wcielając do niej dobra Stawy i Goznę. Powstaje w ten sposób dominium Imielno o obszarze przekraczającym 9000 mórg, sięgające od granic dóbr Mnichowa do wsi Stawów i Sobowic. 

## Zabytki
- We wsi znajduje się park z II połowy XIX w. wpisany do rejestru zabytków nieruchomych (nr rej.: A.94 z 6.12.1957)[10].
- Zrekonstruowany dwór leżący w centrum parku.
- Rezerwat archeologiczny. Prowadzone badania archeologiczne w 1968 roku doprowadziły do odkrycia wczesnośredniowiecznego kompleksu osadniczo-obronnego. Są to pozostałości grodu z 1. poł. XI w., który istniał do połowy XII w. Powstał na miejscu starszej osady zamieszkałej w IX – X w. Odkryto ślady obróbki kości, wytopu żelaza, dobrze rozwiniętej budowli i myślistwa.

## Atrakcje turystyczne
- Kąpielisko nad rzeką Nidą.
- Publicznie dostępne ścieżki edukacyjne „Ptaki” oraz „Ryby” mierzące około 2 km, rozciągające się między malowniczymi stawami hodowlanymi w Gospodarstwie Rybackim Stawy.
- Łowisko wędkarskie.